# Callopepla emarginata
Callopepla emarginata är en fjärilsart som beskrevs av Walker 1854. Callopepla emarginata ingår i släktet Callopepla och familjen björnspinnare. Inga underarter finns listade i Catalogue of Life.